# 오르가눔
오르가눔(Organum)이란 중세 초기의 다성음악이다.
9-13세기경의 가장 초기의 다성음악으로, 그레고리오 성가의 가락에 하나 또는 그 이상의 대성부를 붙여 동시에 부른다. 9-10세기의 가장 오랜 것은 병행 오르가눔이라 하며, 그레고리오 성가의 가락(정한가락)과 제2의 성부(오르가눔 성부)가 1음표 대 1음표의 스타일로 되어 5도 또는 4도의 음정으로 엄격하게 병행하여 진행한다. 이와 같은 기계적인 같이가기에서 벗어난 11-12세기의 자유 오르가눔에서는 1음표에 다음표(多音符)의 것도 보이고, 비껴가기, 갈려가기, 윗소리, 아랫소리의 교차도 때때로 하게 된다. 12세기에는 정한가락의 각 음은 아랫소리에서 길게 연장되고 대성부는 이와 같이 지속된 아랫소리에서 가늘게 움직이는 멜리스마적 오르가눔이 나타난다. 이 같은 형의 오르가눔은 특히 프랑스의 리모주의 성 마르샬 수도원과 에스파냐의 콤포스텔라에서 번성하였다. 13세기에는 이 때까지의 불규칙한 리듬이 아니고, 윗소리와 아랫소리에서 서로 다른 일정하고 엄격한 리듬형을 반복하는 오르가눔도 생겨났다. 이것은 파리의 노트르담 악파의 레오냉(레오니누스)이나 페로탱(페로티누스)에 의해 대성되었다. 이처럼 오르가눔은 초기의 단순한 것에서부터 점차 발전하여 뒤에 복잡한 대위법 음악의 모태가 되었다.

## 같이 보기
- 대위법
- 서양의 중세 음악
- 그레고리오 성가
- 모테트
- 노트르담 악파